# Montejaque (kommunhuvudort)
Montejaque är en kommunhuvudort i Spanien.   Den ligger i provinsen Provincia de Málaga och regionen Andalusien, i den södra delen av landet, 400 km söder om huvudstaden Madrid. Montejaque ligger 679 meter över havet och antalet invånare är 983.
Terrängen runt Montejaque är kuperad. Runt Montejaque är det glesbefolkat, med 9 invånare per kvadratkilometer. Närmaste större samhälle är Ronda, 7,4 km öster om Montejaque. Trakten runt Montejaque består i huvudsak av gräsmarker.